# Os Smurfs (filme)
The Smurfs (bra/prt: Os Smurfs)
Os Smurfs é um filme norte-americano de animação, baseado na série de histórias em quadrinhos franco-belgas The Smurfs, criada pelo ilustrador belga Pierre Culliford. Foi dirigido por Raja Gosnell e estrelado por Hank Azaria, Neil Patrick Harris, Jayma Mays e Sofía Vergara. É o primeiro filme de computação gráfica e live-action a ser produzido pela Sony Pictures Animation e também o primeiro da trilogia The Smurfs. Durante sua produção inicial, o filme era conhecido como The Smurfs Movie.
O filme narra a história dos Smurfs, que se perdem em Nova Iorque e precisam encontrar uma maneira de voltar para casa antes que Gargamel, vilão interpretado por Hank Azaria, consiga capturá-los.
Em 2002, Jordan Kerner comprou os direitos do filme após cinco anos de negociações, iniciando o desenvolvimento com a Paramount Pictures e Nickelodeon Movies. Em 2008, a Columbia Pictures e a Sony Pictures Animation adquiriram os direitos do filme, dando início às filmagens em março de 2010 na cidade de Nova Iorque.
A distribuidora Columbia Pictures lançou The Smurfs em 29 de julho de 2011. A crítica especializada inicialmente relatou que o filme teria um grande concorrente nas bilheterias, o Cowboys & Aliens da DreamWorks. Nas bilheterias, Os Smurfs permaneceu em segundo lugar, arrecadando 35,6 milhões de dólares em seu primeiro final de semana, contra 36,4 milhões de Cowboys & Aliens.

## Sinopse
O malvado feiticeiro Gargamel (Hank Azaria) e seu gato Cruel enfim descobrem onde fica a pacata vila encantada dos Smurfs, graças a um descuido do Smurf Desastrado (Anton Yelchin). Eles invadem o local, o que provoca uma debandada dos Smurfs. Desastrado segue o caminho errado e, devido a ser noite de lua azul, se vê diante de um portal mágico. Ele, Papai Smurf (Jonathan Winters ), Smurfette (Katy Perry), Gênio (Fred Armisen), Ranzinza (George Lopez) e Arrojado (Alan Cumming) entram no portal, para escapar das garras de Gargamel.
O sexteto se vê em plena Nova York, um mundo desconhecido e bem diferente do que estão acostumados. Como Gargamel os segue eles acabam se separando, com Desastrado indo parar em uma caixa, levada por Patrick Winslow (Neil Patrick Harris) para sua casa. É o suficiente para que os demais Smurfs o sigam, no intuito de resgatar o amigo, passando por muitas aventuras e conhecendo Patrick e sua esposa Grace (Jayma Mays).

## Elenco

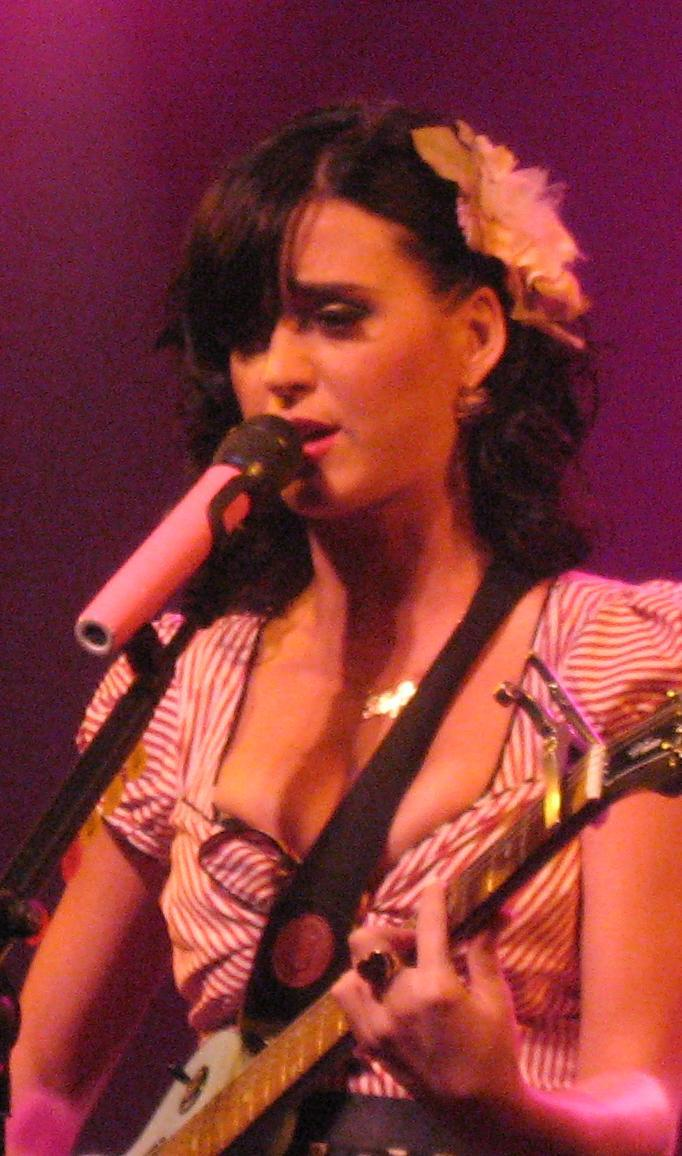
Perry (foto de 2008) escolhida pelos cineastas antes mesmo de testes para o papel

| Personagem                     | Original (Estados Unidos)} | (Portugal)       |
| ------------------------------ | -------------------------- | ---------------- |
| Gargamel                       | Hank Azaria                | Carlos Paulo     |
| Patrick Winslow                | Neil Patrick Harris        | Romeu Vala       |
| Grace Winslow                  | Jayma Mays                 | Ana Catarina     |
| Odile                          | Sofía Vergara              |                  |
| Henri                          | Tim Gunn                   |                  |
| Papai Smurf/Grande Smurf (voz) | Jonathan Winters           | Rui Mendes       |
| Arrojado/Destemido (voz)       | Alan Cumming               | João Baião       |
| Smurfette/Smurfina (voz)       | Katy Perry                 | Jessica Athayde  |
| Gênio/Óculos (voz)             | Fred Armisen               | Jorge Mourato    |
| Ranzinza/Resmungão (voz)       | George Lopez               | Francisco Mendes |
| Desastrado/Trapalhão (voz)     | Anton Yelchin              | Tiago Aldeia     |
| Habilidoso (voz)               | Jeff Foxworthy             |                  |
| Vaidoso (voz)                  | John Oliver                |                  |
| Joca (voz)                     | Paul Reubens               |                  |
| Narrador (voz)                 | Tom Kane                   |                  |
| Chef (voz)                     | Holfgang Puck              | Chakall          |
| Robusto (voz)                  | Gary Basaraba              |                  |
| Lelé (voz)                     | John Kassir                |                  |
| Fazendeiro (voz)               | Joel McCrary               |                  |
| Gato Cruel (voz)               | Frank Welker               |                  |
| Jornalista                     | Julie Chang                |                  |
| Empresário com Bluetooth       | Mark Doherty               |                  |
| Jovem                          | Minglie Chen               |                  |
| Sem Teto                       | Victor Pagan               |                  |
| Taxista                        | Mahadeo Shivraj            |                  |
| Funcionária da Anjelou         | Adria Baratta              |                  |
| Vendedor de Brinquedo          | Bradley Gosnell            |                  |
| Compradora de Brinquedo #1     | Heidi Armbruster           |                  |
| Compradora de Brinquedo #2     | Finnerty Steeves           |                  |
| Comprador com as Garotas       | John Speredakos            |                  |
| Persidiário Bubba              | Sean Ringgold              |                  |
| Convidada da Festa             | Joan Rivers                |                  |
| Convidada da Festa             | Lauren Waggoner            |                  |

## Produção

### Desenvolvimento
Em 1997, Kerner enviou a primeira de uma série de cartas a Lafig, o agente de licenciamento da marca Smurfs, onde expressava seu interesse em fazer um longa-metragem. E em 2002, após um projeto de adaptação cinematográfica bem-sucedido de Kerner do romance clássico de E.B. White, o Charlotte’s Web, os herdeiros de Peyo aceitou a oferta. Kerner logo começou a desenvolver o filme 3D CGI com a Paramount Pictures e Nickelodeon Movies. Em 2006, Kerner disse que o filme foi planejado para ser uma trilogia e explicaria mais sobre Gargamel e sua história passada. Ele afirmou: "Nós vamos aprender mais sobre Gargamel e os Smurfs e como tudo o que começou e que realmente se passa naquele castelo". A filha de Peyo, a Culliford e sua família queriam fazer um filme dos Smurfs há muitos anos. Segundo ela Kerner compartilha sua visão e entusiasmo. “Jordan foi a primeira pessoa que conhecemos que queria fazer o mesmo filme dos Smurfs o qual nós queríamos”, afirma ela.
Em junho de 2008, foi anunciado que a Columbia Pictures e Sony Pictures Animation obteve os direitos de filmagem de Lafig Bélgica. Kerner disse que o envolvimento da Sony no projeto começou durante uma conversa com o presidente da empresa, Michael Lynton, que cresceu assistindo Os Smurfs na Holanda. Kerner, explicou: "Ele gostava deles quando jovem e sugeriu que deveria ser um filme live-action/CGI. Os roteiristas  J. David Stem e David N. Weiss que trabalharam em Shrek 2, escreveram a história do filme e, Raja Gosnell que dirigiu Scooby-Doo de 2002 e Scooby-Doo 2 - Monstros à Solta, dirigiu Smurfs.

### Filmagens e animação
Com um orçamento de 110 milhões de dólares, fotografia principal começou em Nova York em 26 de março de 2010. Em maio, as cenas foram filmadas em Manhattan, no bairro SoHo. Naquele mês, as cenas foram filmadas durante toda a noite por cinco noites seguidas na loja de brinquedos FAO Schwarz. A produção foi temporariamente interrompida depois que um trabalhador caiu 30 pés de um conjunto na loja de brinquedos na Quinta Avenida de Manhattan, em Nova Iorque. Outros locais utilizados para as filmagens foram Castelo Belvedere, o Russian Tea Room, Rockefeller Center, e Brooklyn Prospect Park.
A equipe do desenhista de produção, o Bill Boes, foi responsável pelos sets físicos do filme, incluindo o apartamento de Grace e Patrick em Nova York, a réplica do Castelo Belvedere numa escala de dois terços do tamanho real e a masmorra de Gargamel no castelo. Na realidade, não existem masmorras sob o castelo, então, os cineastas construíram a masmorra num estúdio de filmagem.

## Lançamento

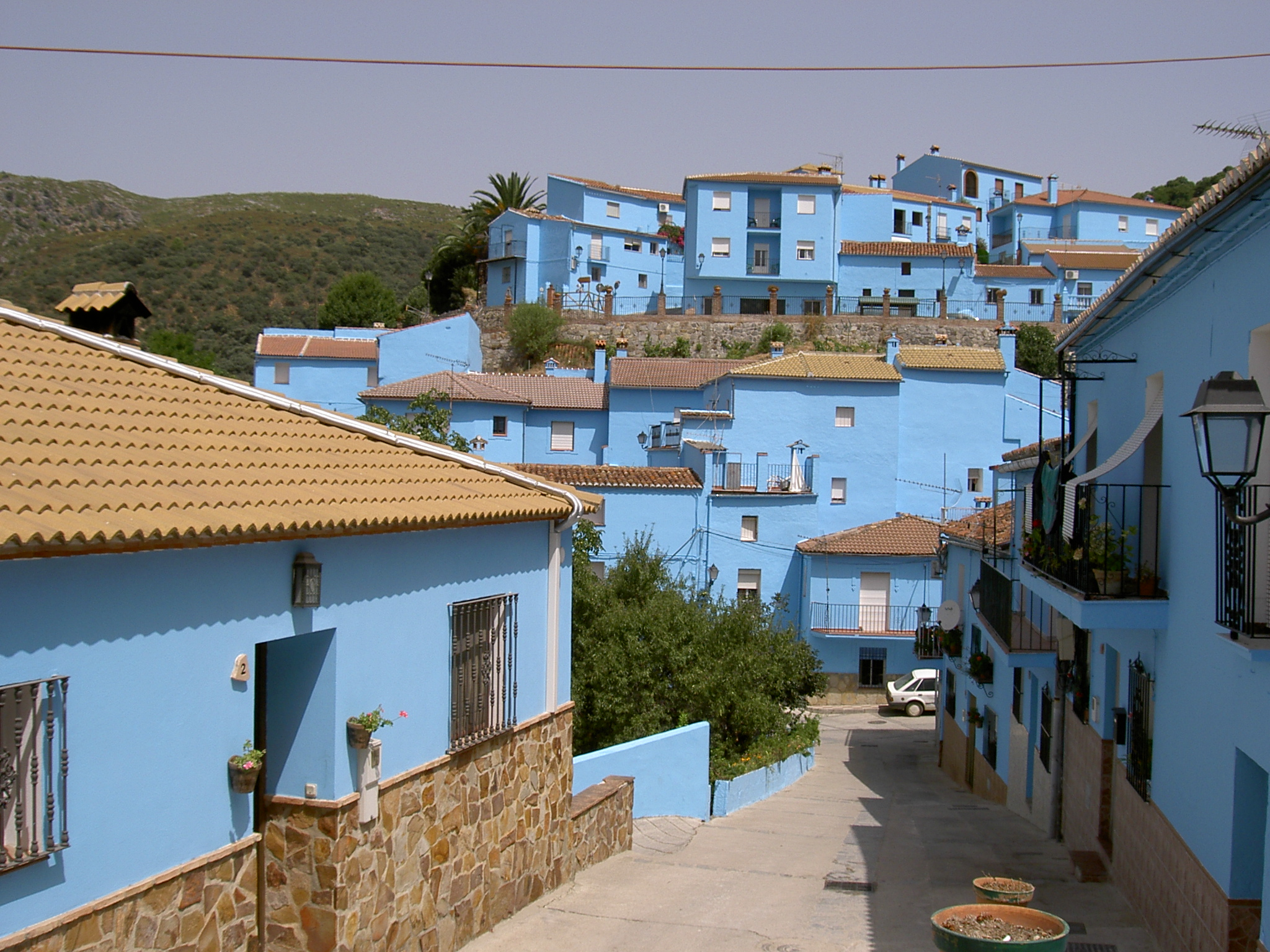
Para a estréia mundial de The Smurfs, moradores de Júzcar pintaram a sua aldeia inteira em azul

O filme teve sua estreia mundial em 16 de junho de 2011. Os produtores decidiram fazer algo de inovador para a divulgação internacional, chamando a atenção da imprensa. Uma vila em Júzcar, na Espanha, foi totalmente pintada, por moradores, incluindo a igreja e outros edifícios históricos, em azul. Doze pintores locais, utilizando 4.000 litros de tinta azul foram necessários para transformar as casas de Juzcar e edifícios históricos para que se assemelhar às da vila do filme. Não houve objeções à ideia com tanto bispado do local e do governo regional da Andaluzia, dando sua bênção conjunta. Embora a Sony prometeu restaurar a aldeia à sua aparência anterior, seis meses após a estreia, os moradores votaram para manter a cor, que tinha trazido mais de 80 mil turistas para Júzcar.
Nos Estados Unidos, o filme foi programado para ser lançado em 17 de dezembro de 2010, mas foi adiado para 29 de julho de 2011 para evitar a concorrência com Yogi Bear e Tron: Legacy, mas formou outras com Cowboys & Aliens. Ele foi temporariamente empurrado ainda mais para trás, para 3 de agosto de 2011, antes de ser revertida a 29 de julho de 2011. Sony juntou-se com parceiros de marketing nos Estados Unidos e no Canadá para promover o filme através de McDonald's, McLanche Feliz e Holdings á base de cereais da marca.

### Lançamento em vídeo
Os Smurfs foi lançado em DVD, Blu-ray Disc e Blu-ray 3D em 02 de dezembro de 2011, acompanhados do curta-metragem animado The Smurfs: A Christmas Carol. Os Smurfs e Friends with Benefits são os primeiros filmes da Sony compatíveis com o sistema UltraViolet, que permite aos usuários acessar filmes em qualquer dispositivo conectado à web.

## Recepção

### Bilheteria
Os Smurfs foi lançado em, aproximadamente, mais de 5300 telas em 3395 locais, com 2042 locais sendo cinema 3-D. Em 28 de julho de 2011, Exhibitor Relations informou que Os Smurfs iria se classificar em terceiro lugar em seu primeiro fim de semana, com US $ 24 milhões, e o analista Jeff Bock acrescentou que o filme "poderia fazer melhor do que o esperado", no mesmo dia, John Young da Entertainment Weekly previu que a abertura teria uma receita de 32 milhões de dólares, performance que segundo Young iria garantir o segundo lugar atrás de Cowboys & Aliens. Os Smurfs veio com grande número em seu lançamento, tendo uma receita de $ 13,2 milhões, à frente de Cowboys & Aliens, que por sua vez tinha $ 13 milhões.
Estimativas mais tarde mostraram que Cowboys & Aliens e Os Smurfs permaneceram no mesmo número no fim de semana com 36,2 milhões de dólares cada. No entanto, os números reais mostraram que Cowboys & Aliens ganhou o fim de semana com 36,4 milhões de dólares "batendo" The Smurfs, que por sua vez teve uma receita de estreia de $ 35,6 milhões. A abertura de Smurfs ainda era mais forte do que o esperado, uma vez que alguns analistas de bilheteria previram a abertura abaixo de 30 milhões de dólares. Por seu segundo fim de semana o filme manteve-se em segundo lugar.
Em seu segundo fim de semana, ele se expandiu para 42 territórios, tendo o primeiro lugar na maioria dos seus mercados e bilheteria. Entre os mercados que o filme estreou em primeiro lugar, Brasil (6 650 milhões dólares), França (5,93 milhões dólares), México (5,53 milhões dólares) Alemanha (5.430 mil dólares) e Índia (17,2 milhões). O filme arrecadou 142,6 milhões de dólares nos Estados Unidos e Canadá, juntamente com 421,1 milhões dólares em outros mercados, para um total mundial de 563,7 milhões dólares.
| Data de lançamento                      | Orçamento     | Receita de bilheteria | Receita de bilheteria | Receita de bilheteria |
| Data de lançamento                      | Orçamento     | Estados Unidos/Canadá | Outros mercados       | Em todo o mundo       |
| --------------------------------------- | ------------- | --------------------- | --------------------- | --------------------- |
| 29 de julho de 2011 5 de agosto de 2011 | $ 110 000 000 | $ 142 614 158         | $ 421 135 165         | $ 563 749 323         |

### Críticas

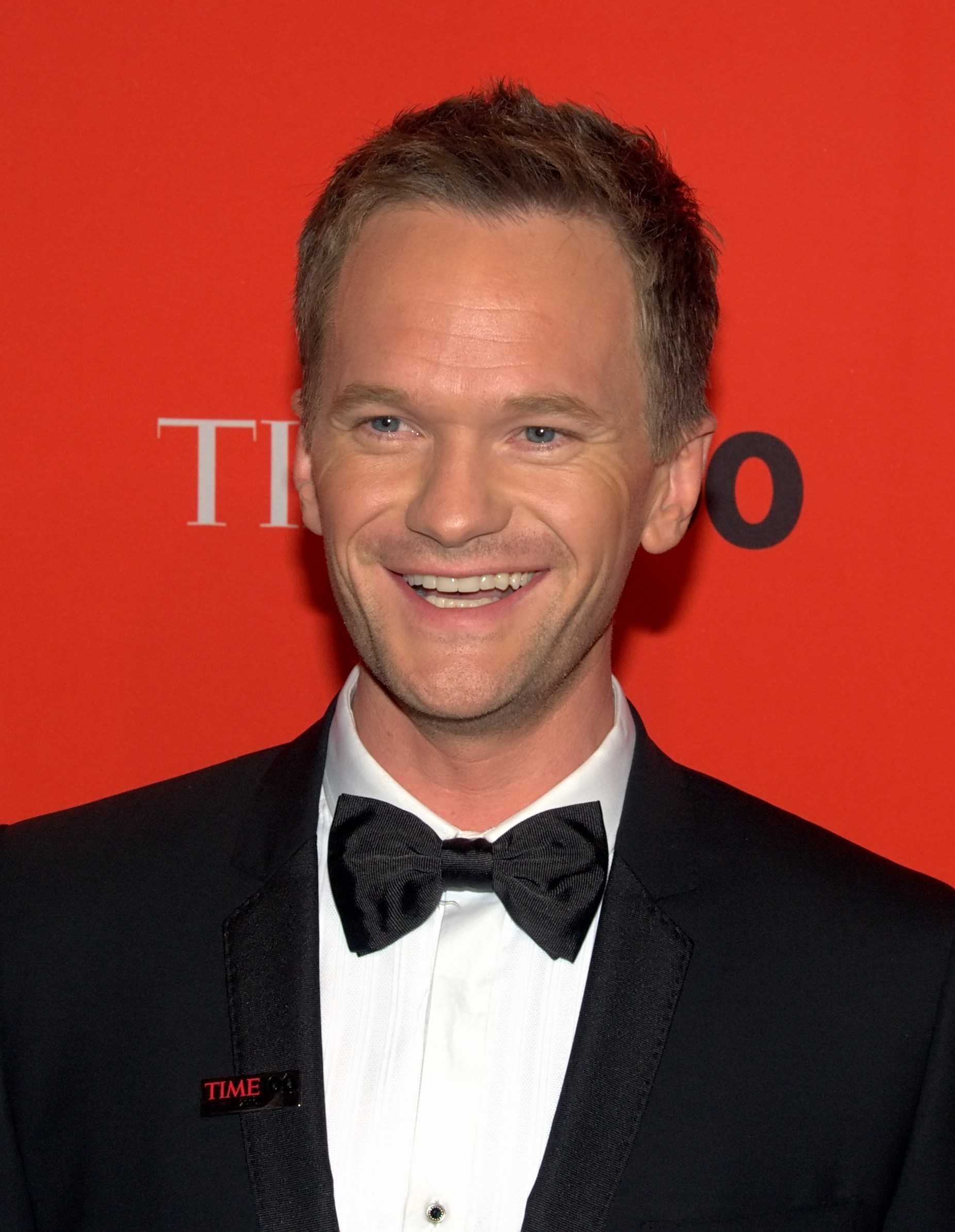
O ator Neil Patrick Harris foi elogiado pela performance em um filme com criticas geralmente negativas.

O filme recebeu geralmente críticas negativas de críticos de cinema. O website especializado em resumos, informações e novidades sobre filmes, Rotten Tomatoes relata que 23% de 107 críticos deram ao filme uma crítica positiva, com uma avaliação média de 4 de 10. O website relatou que "Os Smurfs traz um inegavelmente talentoso elenco de dubladores e estrelas de live-action — e os esmaga em um fraco, infantil roteiro cansável". Metacritic, que atribui uma avaliação normalizada em 100, calculou uma pontuação média de 30, com base em 22 avaliações. Segundo o site de pesquisa do CinemaScore, o musical obteve classificação B (de apenas bom) do público, formado por 62% de mulheres e, deste percentual, com 74% com idade superior aos 25 anos.
Francisco Russo do website AdoroCinema classificou o filme com 3 de 5 estrelas, dizendo: “Que essas animações com dublagens, com atores atuando live-action, deixaram de ser novidade desde o lançamento de Scooby-Doo. A capacidade dos efeitos especiais de Hollywood fez com que a veracidade de tais personagens não fosse mais questionada, diante da excelência demonstrada”. Segundo o crítico “as casas no formato de cogumelo e pequenas vielas, dá que da as caras por pouco tempo, logo no início do filme. É o suficiente para provocar a sensação de magia, especialmente durante a bela cena do voo no pássaro, quando o local é apresentado”. Sobre o personagem de Hank Azaria, o Gargamel, o crítico fala que o ator “provoca cenas no melhor estilo cartoon, com armadilhas preparadas pelos Smurfs para protegê-los de seu algoz. Tudo bastante fiel ao visto nos desenhos dos anos 80”.